# شهرستان ووجسواف
شهرستان ووجسواف (به لهستانی: Powiat Wodzisław) یک شهرستان در لهستان است که در استان سیلسیان واقع شده‌است. شهرستان ووجسواف ۲۸۶٫۹۲ کیلومتر مربع مساحت و ۱۵۵٬۲۲۸ نفر جمعیت دارد.